# Призматрон
Призматро́н — рекламний носій, візуальна поверхня якого, завдяки тому, що складається з тригранних призм, що обертаються, може змінюватись. Через заданий проміжок часу призми обертаються навколо своєї осі, демонструючи по черзі кожну з трьох граней. Таким чином, одночасно на них можна розмістити три різних сюжети. Подібні рекламоносії найчастіше встановлюються на білбордах та, рідше, на конструкції типу суперсайт та піллар, також іноді встановлюються на фасади будинків, замінюючи брандмауери та в найбільш людних місцях. Крім того, іноді використовуються в Indoor-рекламі. 

## Переваги
Ці рекламні конструкції дозволяють розмістити рекламу замовника в найпопулярніших, людних місцях міста, в тому випадку, коли не можна встановити декілька рекламних щитів. Сам процес зміни зображень на рекламоносії привертає додаткову увагу людей.

## Різновиди
Існує велика кількість конструкцій призматронів, але за принципом обслуговування їх можна поділити на дві групи:
- Прізматрони із розбірними призмами. У конструкціях подібного типу грані призм — це елементи, що відкріплюються — ламелі. Для зміни сюжету на конструкціях подібного типу достатньо зняти одну площину з трьох наявних.
- Прізматрони із нерозбірними призмами. На даних конструкціях для монтажу реклами необхідно знімати призми повністю.